# Sant Bartomeu d'Alió
Sant Bartomeu, que dona nom a la plaça on aboca la seva entrada, és l'església parroquial d'Alió (Alt Camp), protegida com a bé cultural d'interès local.

## Arquitectura
L'església és de planta rectangular, de tres naus, amb capelletes laterals entre els contraforts. Té arcs de mig punt i voltes de canó en les naus.
La façana és simètrica amb un campanar a la dreta, de planta quadrada, un pis vuitavat i una torre circular inacabada. Està dividida horitzontalment, per impostes, en tres cossos. En l'inferior s'obre la porta, emmarcada per brancals de pedra i per un timpà trencat amb una fornícula buida; en el cos central hi ha una obertura circular, amb restes d'un esgrafiat que figura un sol. El cos superior és constituït per un timpà. L'obra és de paredat, arrebossat i imitant carreus.

## Història
La parròquia de Sant Bartomeu fou anteriorment una vicaria mitral que depenia del rector de Valls. Posteriorment es va fer independent i passà a tenir més importància. L'any 1579, l'arquebisbe Antoni Agustí va fer sufragània seva la parròquia de Santa Maria de Puigpelat, anteriorment depenent de la de Vallmoll. Actualment, la parròquia és sufragània de la Mare de Déu del Lledó (Valls), adscrita a l'arxiprestat de l'Alt Camp de l'arquebisbat de Tarragona.
La construcció de l'església actual, motivada pel creixement demogràfic i econòmic del moment, data del segle xviii, i a la llinda de la porta d'accés hi ha una inscripció on figura l'any 1767. Fou beneïda el 1769.